# 제임스 아부레즈크

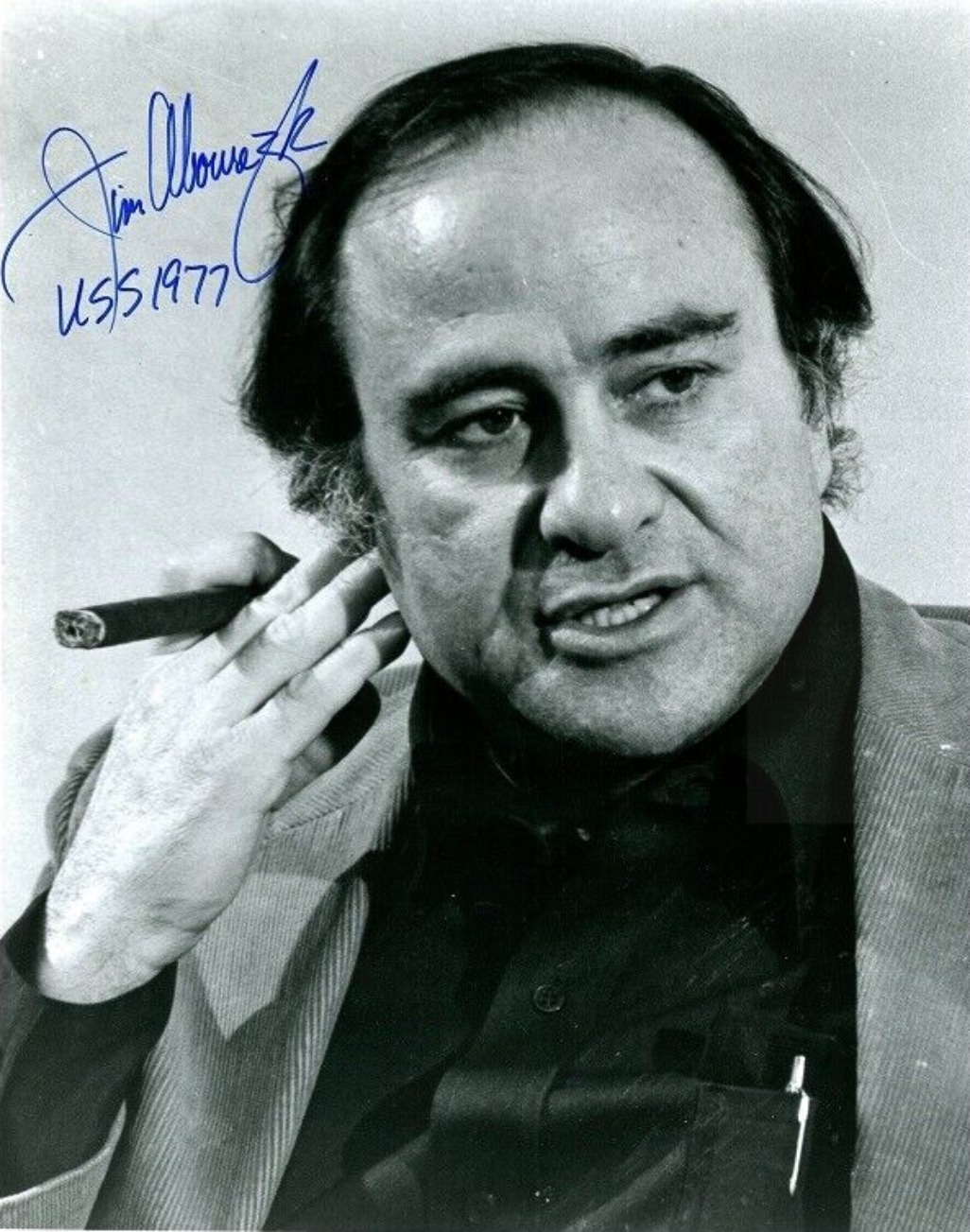
1977년 모습

제임스 아부레즈크(James Abourezk, 본명: 제임스 조지 아부레즈크, /ˈæbərɛsk/ AB-ur-esk, 1931년 2월 24일 ~ 2023년 2월 24일)는 사우스다코타주 출신의 미국 변호사이자 정치인이었다. 민주당 (미국) 의원인 그는 미국 의회의 양원에서 각각 한 임기를 역임했다. 1971년부터 1973년까지 미국 하원의원, 1973년부터 1979년까지 미국 상원의원을 역임했다. 미국 상원에서 봉사한 최초의 아랍인이었다. 1980년에 아부레즈크는 미국의 반아랍 인종차별에 대응하기 위한 목표로 미국-아랍 차별 금지 위원회(ADC)를 설립했다. 그는 한국 전쟁 중에 미 해군에서 복무했지만 중동 지역, 특히 아랍-이스라엘 분쟁과 관련하여 미국의 외교 정책을 비판하기도 했다. 그의 지도력 하에서 ADC는 이라크의 쿠웨이트 침공과 그에 따른 걸프전 이후 특히 활발해졌으며, 그 동안 그는 아랍인과 아랍인으로 잘못 식별된 사람들에 대한 표적 증오 범죄의 증가율에 대해 우려하게 되었다.
아부레즈크는 1971년부터 1973년까지 미국 하원에서, 1973년부터 1979년까지 미국 상원에서 사우스다코타를 대표했다. 인디언 아동 복지법(Indian Child Welfare Act)의 창시자였으며, 이 법은 아메리카 원주민의 가족과 문화의 보존을 돕기 위해 1978년 미국 의회에서 통과되었다. 연방법에 따라 원주민 부족 정부에 인디언 보호구역에 거주하거나 거주하는 어린이에 대한 독점 관할권을 부여한다. 그리고 원주민 보호구역에 거주하지 않는 아동에 대한 위탁 보호 배치 절차에 대한 동시적이지만 추정적인 관할권을 부여한다.